# Józef Ksawery Grodecki

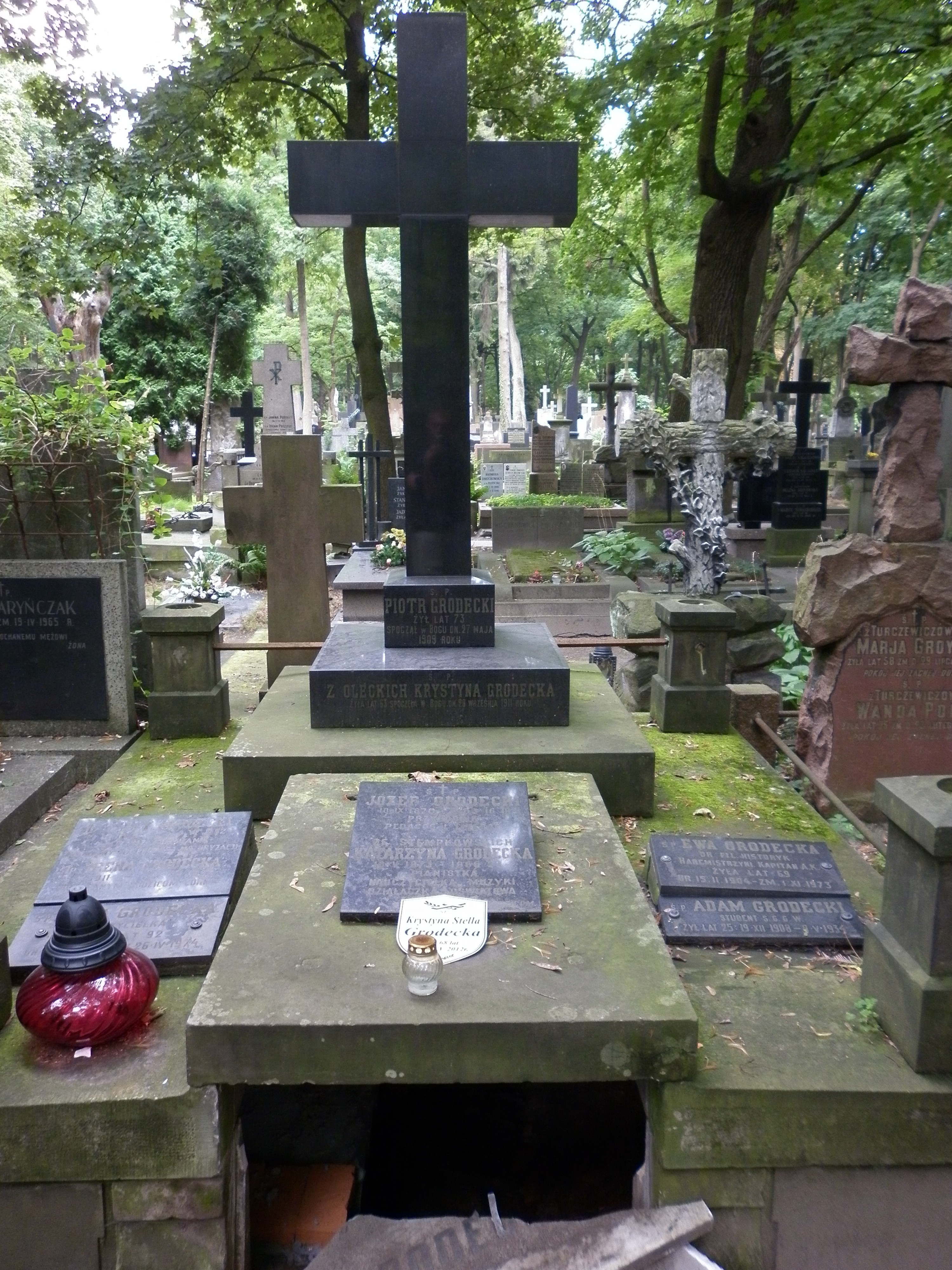
Grób rodziny Grodeckich na Starych Powązkach

Józef Ksawery Grodecki (ur. 10 października 1870 w Misajłówce, zm. 16 marca 1963 w Piastowie) – polski nauczyciel, literat, dziennikarz, działacz polityczny i oświatowy.

## Życiorys
Syn Piotra Cyryla Grodeckiego (zm. 1909) i Krystyny z Oleckich (zm. 1911). Uczył się w I Gimnazjum Męskim w Kijowie, następnie studiował na wydziale przyrodniczym Uniwersytetu Kijowskiego, od 1898 w Warszawskim Instytucie Politechnicznym, skąd został relegowany za działalność w organizacji studenckiej. Od 1901 na stałe mieszkał w Warszawie. Od 1902 pracował w Szkole Handlowej Zgromadzenia Kupców m. Warszawy. Jako współorganizator Koła Wychowawców uczestniczył w organizacji strajku szkolnego w 1905 roku.
Sympatyzował z PPS (nie należał do partii), udzielał mieszkania na zebrania członków PPS i na potrzeby rozdziału wydawnictw socjalistycznych; od czerwca 1905 był redaktorem odpowiedzialnym „Kuriera Codziennego” (nieoficjalnego organu PPS). Za wydrukowanie na łamach pisma Manifestu do ludu został aresztowany i sądzony, wyrokiem sądu skazano go na karę grzywny i zabroniono mu dalszej pracy redaktorskiej. Później współpracował z „Głosem Kijowskim” i „Nowymi Torami”. Od 1909 dyrektor Gimnazjum im. Jana Kreczmara. Od 1918 był wizytatorem szkół średnich w Ministerstwie Wyznań Religijnych i Oświecenia Publicznego, od 1922 wizytatorem w Kuratorium Okręgu Szkolnego Warszawskiego.
Żonaty z Katarzyną Stempkowską h. Suchekomnaty (1873–1966), z którą miał sześcioro dzieci: Annę Katarzynę (1896–1979), Jerzego (1899–1982), Ewę Konstancję, Agnieszkę Jadwigę (1907–1984), Adama (1908–1934) i Macieja (ur. 1910).
Zmarł 16 marca 1963. Pochowany w grobie rodzinnym na cmentarzu Powązkowskim (kwatera 84-4-19,20).
Materiały archiwalne Józefa Grodeckiego znajdują się w PAN Archiwum w Warszawie pod sygnaturą III-154.

## Ordery i odznaczenia
- Krzyż Niepodległości – 9 października 1933 „za pracę w dziele odzyskania niepodległości”[4][5][6]